# Desmodium leiocarpum
Desmodium leiocarpum är en ärtväxtart som först beskrevs av Spreng., och fick sitt nu gällande namn av George Don jr. Desmodium leiocarpum ingår i släktet Desmodium och familjen ärtväxter. Inga underarter finns listade i Catalogue of Life.